# Tillingham
Tillingham ist ein Ort (Civil Parish) mit ca. 1050 Einwohnern im Zentrum der flachen Dengie-Halbinsel im Osten der Grafschaft Essex im Südosten Englands.

## Lage und Klima
Der Ort Tillingham liegt etwa 35 km (Fahrtstrecke) östlich der Großstadt Chelmsford in einer Höhe von etwa 20 m. Das Klima ist gemäßigt; Regen (ca. 600 mm/Jahr) fällt übers Jahr verteilt.

## Wirtschaft
Die Gegend um Tillingham ist überwiegend landwirtschaftlich geprägt. Auch der Tourismus spielt eine gewisse Rolle im Wirtschaftsleben des Ortes.

## Geschichte
Etwa 14 km nordöstlich errichteten die Römer das Kastell Othona; aus seinen Resten entstand unter der Leitung von Bischof Cedd († 664) um die Mitte des 7. Jahrhunderts ein Kloster mit einer der ältesten erhaltenen Kirchen Englands (St. Peter-on-the-Wall).

## Sehenswürdigkeiten
- Die vom ehemaligen Friedhof umschlossene und größtenteils aus Feuersteinknollen errichtete St Nicholas’ Church entstand im 14. Jahrhundert; aus dieser Zeit stammt der mächtige, durch gestufte Strebepfeiler (buttresses) stabilisierte Westturm. Im 16. oder 17. Jahrhundert wurde die Südseite des Langhauses durch ein Seitenschiff mit holzbedecktem Portalvorbau und mehreren Zwillingsfenstern verbreitert. Sehenswert ist vor allem das Portal mit einem hufeisenförmigen und mit Rautensteinen gefüllten Tympanon. Kirchenschiff und Apsis sind nicht gewölbt, sondern werden von offenen Dachstühlen bedeckt.[1][2]
- Unmittelbar neben der Kirche befindet sich ein altes Gasthaus (pub).